# Багинский, Виталий Игнатьевич
Виталий Игнатьевич Баги́нский (1882—1927) — священник, общественный деятель, унтер-офицер, участник Гражданской войны, антибольшевик, член партии кадетов.

## Биография

### Жизнь до революции
Родился в семье псаломщика. Из обрусевших поляков.
Воспитывался в Белокриницком II разряда сельскохозяйственном училище. Окончил 3 класса Волынской духовной семинарии, при которой сдал экзамен по богословным предметам, за что получил свидетельство.
Позже поступил на физико-математический факультет Киевского университета по естественному отделению, а оттуда, со 2 курса поступил в Елисаветградское кавалерийское училище в Киевском военном округе. По окончании получил офицерский чин эстандарт-юнкера и звание унтер-офицера. За год до начала Русско-японской войны оставил военную службу.
20 августа 1903 года получил сан священника. 28 июня 1908 года принят на службу в Омскую епархию из Волынской епархии с причислением на должность священника в Серафимовской церкви села Рогозинского Седельниковской волости Тарского уезда Тобольской губернии.
С 23 октября 1914 года служил священником в церкви во имя Святителя и Чудотворца Николая села Евгащино Логиновской волости Тарского уезда Тобольской губернии. Богослужения, проводимые им в церкви, казались прихожанам убедительными и идущими от самого Бога. Здесь же работал законоучителем Евгащинской церковно-приходской школы.
Перед революцией вступил в партию кадетов. Занялся политической деятельностью.
В 1917 году создал в селе Евгащино отделение кадетской партии и через врача Эмилию Этлингер поддерживал связь с центральным комитетом этой партии в Петрограде.

### Революция и Гражданская война
После революции 1917 года стал использовать церковную проповедь для пропаганды своих политических убеждений. Направлял усилия прежде всего против большевистских идей, вёл борьбу с организующимся Совдепом, возглавляемым Иосифом Иосифовичем Здродовским.
Его влияние в Тарском уезде становилось всё больше. Всё больше стал заниматься политикой, оставляя на второй план священство. Багинского всюду окружали надёжные и влиятельные люди. Был вхож в апартаменты евгащинских купцов I гильдии Калижниковых, встречался с такмыкским купцом II гильдии П. И. Дудиковым, который был предводителем местных эсеров. Стал решать вопрос о создании союза кредитного товарищества «Союз-Банк» в городе Тара. С конца 1917 года становится членом Тарской земской управы. Степанов и Завязочников, купцы II гильдии из деревни Мешково Логиновской волости, вместе с Багинским входили в состав волостной земской управы. В земской управе состояли также сын евгащинского купца II гильдии Усольцев Алексей Максимович, сын церковного звонаря Григорьев Василий Сергеевич. Являлся постоянным председателем союза кредитного товарищества «Союз-Банк», а затем стал управляющим этого товарищества. Казначеем в товариществе стал Резин Григорий Иванович. В «Союз-Банк» отец Виталий пригласил на работу офицеров бывшей Русской Императорской Армии — штабс-капитана Селецкого (одна из ключевых фигур в уезде: уполномоченный по охране порядка в Тарском уезде и уполномоченный по охране Государственного порядка и общественного спокойствия в городе Таре, по сути в это время второе лицо в уезде), капитана Гоппе, прапорщиков Орлова, Гутикова и Васькова, дьякона Кутузова, жандарма Кононова, евгащинского купца II гильдии П. В. Мельникова, крестьян Громова, Щеглова, Степанова, Грязнова, Завязочникова и других.
Во время Гражданской войны был активным участником противодействия большевикам. Стал командиром отряда. Лично принимал участие в боях.
6 июня 1918 года в селе Евгащино Багинский с помощью псаломщика П. К. Капустянского организовал «дружину самообороны», которая стала оперировать в районе: Юзовка, Путиновка, Карбыза, Атирка, в Логиновской, Корсинской, Такмыкской, Больше-Реченской волостях Тарского уезда, а также Кыштовской волости Каинского уезда Томской губернии. В 1918 году вместе с полковником Рубцовым организовал срыв мобилизации в Красную Армию в Тарском уезде.
За свою самоотверженную борьбу с большевиками был награждён Церковью по представлению адмирала А. В. Колчака наперсным крестом. В ответ Багинский послал Верховному правителю благодарственную телеграмму и перевёл адмиралу 200000 рублей из кассы тарского «Союз-Банка», которым он уже к этому времени управлял.
8 сентября 1919 года Богинский арестовал 9 крестьян, заподозренных в сочувствии к большевикам. Пятерых вывели за деревню и медленно зарубили шашками. Остальных он запер в амбаре, и ждал когда они умрут от жажды и голода.
Багинский выехал в деревню Михайловку, собрал сход и заставил крестьян присягнуть Колчаку. 11 человек, не принявших присягу, он арестовал, и несколько суток по его приказу крестьян пытали и пороли, а после расстреляли.
В сентябре 1919 года карательный отряд Богинского в деревне Нижне-Колосовке арестовал за неявку по мобилизации 37 крестьян. Их целую ночь пытали и пороли, а утром сын Богинского вывел их за околицу и расстрелял.. До прихода Красной Армии в Тарский уезд, в октябре 1919 года, уехал в город Минусинск Минусинского уезда Енисейской губернии.

### Последние годы жизни
С 1919 года жил в городе Минусинске. Занялся мирной жизнью. Был священником в местной церкви, а также заведовал свечным заводом и совхозом.
В 1927 году случайно был опознан сотрудниками ОГПУ и арестован. Был обвинён в преступлениях против советской власти и убийстве мирных жителей. Всего с 1918 по 1919 года, при выездах в деревне с карательным отрядом Богинский лично расстрелял 163 человека,и арестовал 132. Но это число, только часть жертв Богинского,которое было доказано на суде. По процедурно недоказанным показаниям свидетелей, число лично убитых Богинским превышает 600 человек. На суде свою вину не признал. По решению постоянной судебно-кассационной сессии Сибирского краевого суда был приговорён к высшей мере наказания. Расстрелян в 1927 году в городе Минусинске. Реабилитации не подлежит.

## Семья
Был женат. Жена Доминика Григорьевна. Родилась в 1887 году в семье священнослужителя. Окончила 3 класса епархиального училища. Была домохозяйкой. После Гражданской войны осталась жить в селе Евгащино. 31 марта 1927 года была арестована и обвинена по статье 58-12 УК РСФСР (то есть недонесение о достоверно известном готовящемся или совершённом контрреволюционном преступлении- лишение свободы на срок до шести месяцев)., а именно недонесение в течение 1920—1926 годов о контрреволюционной деятельности мужа и сына, укрывательство их от «красных» и продотрядов в период 1918—1919 годов, дача ложных показаний на суде об их прошлом. 13 апреля 1927 года была освобождена под подписку о не выезде. Дело было прекращено Сибкрайсудом ввиду отсутствия состава преступления.
Всего в семье было 5 детей. Старший сын был арестован вместе с отцом и расстрелян. Другой сын Валерий родился в 1910 году. Уехал жить в Бухарию, где 22 октября 1939 года также был арестован.

## Награды
- Награждён скуфьей;
- Награждён наперсным крестом и прочим.

## Публицистика
- Багинский В. И. Священник Владимир Николаевич Московский // «Омские епархиальные ведомости». № 23. 1 декабря 1910 года. Омск.